# Денвиј-Бертелевиј
Денвиј-Бертелевиј (фр. Dainville-Bertheléville) насеље је и општина у североисточној Француској у региону Лорена, у департману Меза која припада префектури Комерси.
По подацима из 2011. године у општини је живело 159 становника, а густина насељености је износила 3,95 становника/km². Општина се простире на површини од 40,3 km². Налази се на средњој надморској висини од 350 метара (максималној 441 m, а минималној 302 m).

## Демографија
| 1962. | 1968. | 1975. | 1982. | 1990. | 1999. | 2011. |
| ----- | ----- | ----- | ----- | ----- | ----- | ----- |
| 302   | 305   | 204   | 152   | 138   | 139   | 159   |

График промене броја становника у току последњих година